# 森田ガンツ
森田 ガンツ（もりた がんつ、1965年9月16日 - ）は日本の俳優。本名・田中 順一（たなか じゅんいち）。東京都出身。猫のホテル、なかないで、毒きのこちゃん所属。身長170cm、体重57kg。血液型O型。

## 来歴・人物
- 舞台を中心に活躍する個性派俳優。猫のホテルとなかないで、毒きのこちゃんの2劇団に所属をしている。
- 舞台以外にも映画・ドラマ・CMに多数出演。
- 主な趣味に麻雀、将棋、読書などがある。赤い頭巾のマイメロが好き。

## 出演

### 舞台
- 劇団まるだし「広報まるだ」
- 「路地裏の優しい猫」（2009／作・演出：森岡利行）
- 本能中枢劇団「シリタガールの旅」「家庭の安らぎの喜びと恐怖」
- OUT OF ORDER外伝「ねじれた航海」
- 熱帯「BACK STAGE A GO! GO!」「ペタルとフーガル」
- オッホ「欲々しい」「ナーバスな虫々」「つづく」
- はなとゆめ「はなとゆめ」
- ・MAP「愛の讃歌」
- 回転ozora「N.O.」
- シリーウォークプロデュース「フリドニア?フリドニア日記#1?」
- Me&Herコーポレーションプロデュース「ビルの中味」
- ロリータ男爵「鎖の工場」
- 全労災演劇フェスティバル2001「鬼」(脚色・演出：松村武）
- 猫のホテル全作品
- なかないで、毒きのこちゃん マイナス200万パワーズ公演「サモエド」[1]
- 天使の群像[2]
- なかないで、毒きのこちゃん「かこちゃんの後悔」[3]

### 映画
- 『大木家のたのしい旅行　新婚地獄篇』（監督：本田隆一）
- 『明日やること ゴミ出し 愛想笑い 恋愛。』（監督：上利竜太）
- 「彼女の一番長い日」
- 「イン・ザ・プール」（監督：三木聡）
- 『アニムスアニマ』（監督：斉藤玲子／上司 役）
- 「デリバリー・ヘルス（仮）」（アンソニー役）
- 「17」「近未来蟹工船レプリカントジョー」(監督：松梨智子)
- 「田園のユーウツ」(監督：川原圭敬)
- 『陽気なギャングが地球を回す』（監督：前田哲／猿渡 役）
- 『アフタースクール』（監督：内田けんじ／手相男 役）
- 『朝がくるとむなしくなる』（監督：石橋夕帆）[4]

### テレビドラマ
- 「桂ちづる診察日録」（第5話/泉屋の旦那役）
- 「龍馬伝」（第7話）
- 「バッテリー」
- 大河ドラマ「新選組！」
- 「夢みる葡萄〜本を読む女〜」
- 大河ドラマ「北条時宗」（竹崎の郎党）
- 星新一ショートショート（悪をのろおう／第一部第一課長）
- 「ティーンコート」（最終話）
- 「傍聴マニア09」（第3話、第8話/函南裁判官役）
- 「華麗なるスパイ」（第3話）
- 「斉藤さん」（第1話）
- 「学校じゃ教えられない」（第5話/スーパーの店員役）
- 「劇団演技者。『石川県伍参市』」
- 金曜エンターテイメント「ハマの静香は事件がお好き」
- 「帰ってきた時効警察」（第2話）、「時効警察」
- 「警部補 矢部謙三」（第3回）
- 「ワンダフル」ミニドラマ
- 「ここが噂のエル・パラシオ」（坂本役/レギュラー）
- 「ファンタズマ」「下北沢グローリーデイズ」
- 「俺たちは天使だ! NO ANGEL NO LUCK」（第3話/オーナー役）
- 「ドゥニチラブ」（八代役）
- 「ケータイ刑事 銭形泪」「ケータイ刑事 銭形雷」
- 「ラストメール」（第9、10話/田村役）
- 「オーバーワーク　キャラメルラテください!」(図書館館長役)
- 「伝染るんです。」（課長役）
- 「警部補 矢部謙三」第3話（2010年4月23日、テレビ朝日）

### ラジオドラマ
- NHK青春アドベンチャー「しゃばけ」①②（正吾役）
- FMシアター「モノローグ男」
- T-FM「東芝サウンドストーリー」
- 「三ツ矢サイダー ショートストーリー」
- JOQR 「夕方は別の顔だ」「四谷二丁目宣伝部」

### テレビＣＭ
- Yahoo!
- 代々木アニメーション学院
- ビックコミック
- ウィルコム
- アロンアルフア
- フコク生命
- 大林組au by KDDI
- 木下工務店
- オリックス生命
- NTT DoCoMo「FOMA」
- 富士急ハイランド「ドドンパ」
- NTT DoCoMo九州「AOL iサービス」
- ソニープレイステーション「スパイロ・ザ・ドラゴン」「デビル メイ クライ」
- ローソン「冷やし麺」
- ネスレ日本「ネスレクランチ」
- 第百生命「ノンスモーカー保険」
- きんでん
- ダイハツ「ミラ」
- IDO
- 大京ライオンズマンション／ナレーション
- 「JAバンク」
- サントリー「スーパーチューハイ」
- ハウス食品「とんがりコーン」

### ラジオＣＭ
- 読売新聞
- 第一三共ヘルスケア
- クオーク
- ブリヂストン
- ジャワティストレート
- リクルート「タウンワーク」